# Giro di Svizzera 2024
Il Giro di Svizzera 2024, ottantasettesima edizione della corsa, valido come ventiquattresima prova dell'UCI World Tour 2024 categoria 2.UWT, si svolse in otto tappe dal 9 al 16 giugno 2024, su un percorso di 839,3 km, con partenza da Vaduz ed arrivo a Villars-sur-Ollon in Svizzera. La vittoria fu appannaggio del britannico Adam Yates, il quale completò il percorso in 20h18'49" alla media di 41,317 km/h precedendo il portoghese João Almeida ed il danese Mattias Skjelmose.

## Tappe
| Tappa  | Data      | Percorso                                      | km    | Vincitore di tappa | Leader cl. generale |
| ------ | --------- | --------------------------------------------- | ----- | ------------------ | ------------------- |
| 1ª     | 9 giugno  | Vaduz (LIE) > Vaduz (LIE) (cron. individuale) | 4,8   | Yves Lampaert      | Yves Lampaert       |
| 2ª     | 10 giugno | Vaduz (LIE) > Regensdorf                      | 176,9 | Bryan Coquard      | Yves Lampaert       |
| 3ª     | 11 giugno | Steinmaur > Rüschlikon                        | 161,7 | Thibau Nys         | Alberto Bettiol     |
| 4ª     | 12 giugno | Rüschlikon > Passo del Gottardo               | 170,9 | Torstein Træen     | Adam Yates          |
| 5ª     | 13 giugno | Ambrì > Carì                                  | 148,6 | Adam Yates         | Adam Yates          |
| 6ª     | 14 giugno | Ulrichen > Blatten-Belalp                     | 42,5  | João Almeida       | Adam Yates          |
| 7ª     | 15 giugno | Villars-sur-Ollon > Villars-sur-Ollon         | 118,2 | Adam Yates         | Adam Yates          |
| 8ª     | 16 giugno | Aigle > Villars-sur-Ollon (cron. individuale) | 15,7  | João Almeida       | Adam Yates          |
| Totale | Totale    | Totale                                        | 839,3 |                    |                     |

## Squadre e corridori partecipanti
| N.      | Cod. | Squadra                         |
| ------- | ---- | ------------------------------- |
| 1-7     | LTK  | Lidl-Trek                       |
| 11-17   | ADC  | Alpecin-Deceuninck              |
| 21-27   | ARK  | Arkéa-B&B Hotels                |
| 31-37   | AST  | Astana Qazaqstan Team           |
| 41-47   | BOH  | Bora-Hansgrohe                  |
| 51-57   | TBV  | Bahrain Victorious              |
| 61-67   | COF  | Cofidis                         |
| 71-77   | DAT  | Decathlon AG2R La Mondiale Team |
| 81-87   | EFE  | EF Education-EasyPost           |
| 91-97   | GFC  | Groupama-FDJ                    |
| 101-107 | IGD  | Ineos Grenadiers                |
| 111-117 | IWA  | Intermarché-Wanty               |

| N.      | Cod. | Squadra                   |
| ------- | ---- | ------------------------- |
| 121-127 | MOV  | Movistar Team             |
| 131-137 | SOQ  | Soudal Quick-Step         |
| 141-147 | DFP  | Team DSM-Firmenich PostNL |
| 151-157 | JAY  | Team Jayco AlUla          |
| 161-167 | TVL  | Team Visma-Lease a Bike   |
| 171-177 | UAD  | UAE Team Emirates         |
| 181-187 | IPT  | Israel-Premier Tech       |
| 191-197 | LTD  | Lotto Dstny               |
| 201-207 | Q36  | Q36.5 Pro Cycling Team    |
| 211-217 | COR  | Corratec Vini Fantini     |
| 221-227 | TUD  | Tudor Pro Cycling Team    |
| 231-237 | CHE  | Svizzera                  |

## Dettagli delle tappe

### 1ª tappa
- 9 giugno: Vaduz (LIE) > Vaduz (LIE)  – Cronometro individuale – 4,8 km

Risultati
| Pos. | Corridore        | Squadra | Tempo |
| ---- | ---------------- | ------- | ----- |
| 1    | Yves Lampaert    | Soudal  | 5'05" |
| 2    | Stefan Bissegger | EF      | a 3"  |
| 3    | Ethan Hayter     | Ineos   | s.t.  |

| Pos. | Corridore        | Squadra | Tempo |
| ---- | ---------------- | ------- | ----- |
| 1    | Yves Lampaert    | Soudal  | 5'05" |
| 2    | Stefan Bissegger | EF      | a 3"  |
| 3    | Ethan Hayter     | Ineos   | a 4"  |

### 2ª tappa
- 10 giugno: Vaduz (LIE) > Regensdorf  – 176,9 km

Risultati
| Pos. | Corridore        | Squadra | Tempo    |
| ---- | ---------------- | ------- | -------- |
| 1    | Bryan Coquard    | Cofidis | 4h06'39" |
| 2    | Michael Matthews | Jayco   | s.t.     |
| 3    | Arnaud De Lie    | Lotto   | s.t.     |

| Pos. | Corridore     | Squadra | Tempo    |
| ---- | ------------- | ------- | -------- |
| 1    | Yves Lampaert | Soudal  | 4h11'44" |
| 2    | Ethan Hayter  | Ineos   | a 4"     |
| 3    | João Almeida  | UAE     | a 7"     |

### 3ª tappa
- 11 giugno: Steinmaur > Rüschlikon   – 161,7 km

Risultati
| Pos. | Corridore        | Squadra | Tempo    |
| ---- | ---------------- | ------- | -------- |
| 1    | Thibau Nys       | Lidl    | 3h27'31" |
| 2    | Stephen Williams | Israel  | s.t.     |
| 3    | Alberto Bettiol  | EF      | s.t.     |

| Pos. | Corridore       | Squadra | Tempo    |
| ---- | --------------- | ------- | -------- |
| 1    | Alberto Bettiol | EF      | 7h39'20" |
| 2    | Ethan Hayter    | Ineos   | a 2"     |
| 3    | João Almeida    | UAE     | a 5"     |

### 4ª tappa
- 12 giugno: Rüschlikon > Passo del Gottardo  – 170,9 km

Risultati
| Pos. | Corridore         | Squadra | Tempo    |
| ---- | ----------------- | ------- | -------- |
| 1    | Torstein Træen    | Bahrain | 4h10'21" |
| 2    | Adam Yates        | UAE     | a 23"    |
| 3    | Mattias Skjelmose | Lidl    | a 48"    |

| Pos. | Corridore         | Squadra | Tempo     |
| ---- | ----------------- | ------- | --------- |
| 1    | Adam Yates        | UAE     | 11h50'08" |
| 2    | João Almeida      | UAE     | a 26"     |
| 3    | Mattias Skjelmose | Lidl    | s.t.      |

### 5ª tappa
- 13 giugno: Ambrì > Carì – 148,6 km

Risultati
| Pos. | Corridore    | Squadra | Tempo    |
| ---- | ------------ | ------- | -------- |
| 1    | Adam Yates   | UAE     | 3h54'37" |
| 2    | João Almeida | UAE     | a 5"     |
| 3    | Egan Bernal  | Ineos   | a 16"    |

| Pos. | Corridore    | Squadra | Tempo     |
| ---- | ------------ | ------- | --------- |
| 1    | Adam Yates   | UAE     | 15h44'35" |
| 2    | João Almeida | UAE     | a 35"     |
| 3    | Egan Bernal  | Ineos   | a 1'11"   |

### 6ª tappa
- 14 giugno: Ulrichen > Blatten-Belalp – 42,5 km

Risultati
| Pos. | Corridore         | Squadra | Tempo  |
| ---- | ----------------- | ------- | ------ |
| 1    | João Almeida      | UAE     | 55'13" |
| 2    | Adam Yates        | UAE     | a 4"   |
| 3    | Mattias Skjelmose | Lidl    | a 9"   |

| Pos. | Corridore    | Squadra | Tempo     |
| ---- | ------------ | ------- | --------- |
| 1    | Adam Yates   | UAE     | 16h39'46" |
| 2    | João Almeida | UAE     | a 27"     |
| 3    | Egan Bernal  | Ineos   | a 1'28"   |

### 7ª tappa
- 15 giugno: Villars-sur-Ollon > Villars-sur-Ollon – 118,2 km

Risultati
| Pos. | Corridore          | Squadra | Tempo     |
| ---- | ------------------ | ------- | --------- |
| 1    | Adam Yates         | UAE     | 3h'05'41" |
| 2    | João Almeida       | UAE     | s.t.      |
| 3    | Matthew Riccitello | Israel  | a 14"     |

| Pos. | Corridore    | Squadra | Tempo     |
| ---- | ------------ | ------- | --------- |
| 1    | Adam Yates   | UAE     | 19h45'17" |
| 2    | João Almeida | UAE     | a 31"     |
| 3    | Egan Bernal  | Ineos   | a 1'51"   |

### 8ª tappa
- 16 giugno:  Aigle > Villars-sur-Ollon – Cronometro individuale – 15,7 km –

Risultati
| Pos. | Corridore         | Squadra | Tempo  |
| ---- | ----------------- | ------- | ------ |
| 1    | João Almeida      | UAE     | 33'23" |
| 2    | Adam Yates        | UAE     | a 8"   |
| 3    | Mattias Skjelmose | Lidl    | a 20"  |

| Pos. | Corridore         | Squadra | Tempo     |
| ---- | ----------------- | ------- | --------- |
| 1    | Adam Yates        | UAE     | 20h18'49" |
| 2    | João Almeida      | UAE     | a 22"     |
| 3    | Mattias Skjelmose | Lidl    | a 3'02"   |

## Evoluzione delle classifiche
| Tappa              | Vincitore          | Classifica generale Maglia gialla | Classifica a punti Maglia nera | Classifica scalatori Maglia rossa | Classifica giovani Maglia bianca | Classifica a squadre |
| ------------------ | ------------------ | --------------------------------- | ------------------------------ | --------------------------------- | -------------------------------- | -------------------- |
| 1ª                 | Yves Lampaert      | Yves Lampaert                     | Yves Lampaert                  | non assegnata                     | Finn Fisher-Black                | UAE Team Emirates    |
| 2ª                 | Bryan Coquard      | Yves Lampaert                     | Yves Lampaert                  | Gerben Kuypers                    | Finn Fisher-Black                | UAE Team Emirates    |
| 3ª                 | Thibau Nys         | Alberto Bettiol                   | Yves Lampaert                  | Luca Jenni                        | Finn Fisher-Black                | UAE Team Emirates    |
| 4ª                 | Torstein Træen     | Adam Yates                        | Bryan Coquard                  | Torstein Træen                    | Mattias Skjelmose                | UAE Team Emirates    |
| 5ª                 | Adam Yates         | Adam Yates                        | Adam Yates                     | Adam Yates                        | Matthew Riccitello               | UAE Team Emirates    |
| 6ª                 | João Almeida       | Adam Yates                        | Adam Yates                     | Adam Yates                        | Mattias Skjelmose                | UAE Team Emirates    |
| 7ª                 | Adam Yates         | Adam Yates                        | Adam Yates                     | Adam Yates                        | Mattias Skjelmose                | UAE Team Emirates    |
| 8ª                 | João Almeida       | Adam Yates                        | Adam Yates                     | Adam Yates                        | Mattias Skjelmose                | UAE Team Emirates    |
| Classifiche finali | Classifiche finali | Adam Yates                        | Adam Yates                     | Adam Yates                        | Mattias Skjelmose                | UAE Team Emirates    |

Maglie indossate da altri ciclisti in caso di due o più maglie vinte
- Nella 2ª tappa Stefan Bissegger ha indossato la maglia nera al posto di Yves Lampaert.
- Nella 3ª tappa Bryan Coquard ha indossato la maglia nera al posto di Yves Lampaert.
- Nella 6ª tappa Bryan Coquard ha indossato la maglia nera al posto di Adam Yates ed Aleksej Lucenko ha indossato quella rossa al posto di Adam Yates.
- Nella 7ª ed 8ª tappa João Almeida ha indossato la maglia nera al posto di Adam Yates ed Egan Bernal ha indossato quella rossa al posto di Adam Yates.

## Classifiche finali

### Classifica generale - Maglia gialla
| Pos. | Corridore          | Squadra   | Tempo     |
| ---- | ------------------ | --------- | --------- |
| 1    | Adam Yates         | UAE       | 20h18'49" |
| 2    | João Almeida       | UAE       | a 22"     |
| 3    | Mattias Skjelmose  | Lidl      | a 3'02"   |
| 4    | Egan Bernal        | Ineos     | a 3'12"   |
| 5    | Matthew Riccitello | Israel    | a 3'31"   |
| 6    | Thomas Pidcock     | Ineos     | a 4'36"   |
| 7    | Enric Mas          | Movistar  | a 5'01"   |
| 8    | Oscar Onley        | DSM       | a 5'40"   |
| 9    | Wilco Kelderman    | Visma     | a 6'31"   |
| 10   | Felix Gall         | Decathlon | a 6'35"   |

### Classifica a punti - Maglia nera
| Pos. | Corridore         | Squadra | Punti |
| ---- | ----------------- | ------- | ----- |
| 1    | Adam Yates        | UAE     | 48    |
| 2    | João Almeida      | UAE     | 48    |
| 3    | J. Staune-Mittet  | Visma   | 20    |
| 4    | Mattias Skjelmose | Lidl    | 20    |
| 5    | Michael Matthews  | Jayco   | 18    |

### Classifica scalatori - Maglia rossa
| Pos. | Corridore       | Squadra | Punti |
| ---- | --------------- | ------- | ----- |
| 1    | Adam Yates      | UAE     | 47    |
| 2    | Egan Bernal     | Ineos   | 27    |
| 3    | João Almeida    | UAE     | 23    |
| 4    | Aleksej Lucenko | Astana  | 19    |
| 5    | Torstein Træen  | Bahrain | 18    |

### Classifica giovani - Maglia bianca
| Pos. | Corridore          | Squadra  | Tempo     |
| ---- | ------------------ | -------- | --------- |
| 1    | Mattias Skjelmose  | Lidl     | 20h21'51" |
| 2    | Matthew Riccitello | Israel   | a 29"     |
| 3    | Thomas Pidcock     | Ineos    | a 1'34"   |
| 4    | Oscar Onley        | DSM      | a 2'38"   |
| 5    | Pelayo Sánchez     | Movistar | a 3'40"   |

### Classifica a squadre
| Pos. | Squadra                 | Tempo     |
| ---- | ----------------------- | --------- |
| 1    | UAE Team Emirates       | 61h06'02" |
| 2    | Ineos Grenadiers        | a 10'41"  |
| 3    | Movistar Team           | a 21'28"  |
| 4    | Team Visma-Lease a Bike | a 24'50"  |
| 5    | Israel-Premier Tech     | a 37'39"  |